# Piłodziobek
Piłodziobek, włócznik piłodzioby (Ramphodon naevius) – gatunek małego ptaka z rodziny kolibrowatych (Trochilidae), podrodziny pustelników. Występuje w południowo-wschodniej Brazylii.
SystematykaGatunek należy do monotypowego rodzaju Ramphodon. Nie wyróżnia się podgatunków.
MorfologiaDorosłe osobniki osiągają długość ok. 14–16 cm, co czyni je jednymi z większych z podrodziny pustelników (Phaethornithinae). Ważą 5,3–9 g. Wraz z przedstawicielami Eutoxeres najcięższe z pustelników.
ŚrodowiskoJego środowiskiem są wilgotne lasy tropikalne południowo-wschodniej Brazylii; zwykle spotykany do wysokości 500 m n.p.m. Przebywa w podszycie.
StatusMiędzynarodowa Unia Ochrony Przyrody (IUCN) od 2021 roku uznaje piłodziobka za gatunek najmniejszej troski (LC – Least Concern). Wcześniej klasyfikowany był jako gatunek bliski zagrożenia (NT – Near Threatened). Liczebność populacji, według szacunków z 2021 roku, mieści się w przedziale 175 000 – 1 710 000 dorosłych osobników. Trend liczebności populacji uznawany jest za spadkowy ze względu na wylesianie.